# Archibald Primrose
Archibald Philip Primrose (n. 7 mai 1847, Londra, Regatul Unit al Marii Britanii și Irlandei – d. 21 mai 1929, Epsom, Anglia, Regatul Unit) a fost un politician britanic, prim ministru al Marii Britanii  în perioada 1894-1895.